# مگس‌های سرکوچک
مگس‌های سرکوچک(نام علمی: Acroceridae) نام یک تیره از راسته مگس است.